# الرضمة (مدينة)

تعديل مصدري - تعديل

الرضمة هي مدينة يمنية في محافظة إب، ( تندرج ضمن موقع عاصمة سبأ وذي ريدان قديما والتي كانت تسمى ظفار خبان) وهي مركز مديرية الرضمة، بلغ تعداد سكانها 76576 نسمة حسب الإحصاء الذي أجري عام 2004.وتتكون من 9عزل 5 عزل من مخلاف خبان و 3 عزل من مخلاف عمار وعزله واحدة من مخلاف الحبيشيه، و تقع في الجزء الشمالي الشرقي من المحافظة، وتبعد عن مدينة إب 48كم، ويحدها من الشمال محافظة ذمار (مديرية عنس)، ومحافظة البيضاء (مديرية صباح)، ومن الجنوب مديرية النادرة، ومحافظة الضالع (مديرية دمت)، ومن الشرق محافظة البيضاء (مديريتا صباح والرياشية)، ومن الغرب مديريتا السدة ويريم. ومساحتها تبلغ 326كم2، ويبلغ ارتفاعها 2130متر عن سطح البحر، وقال الاكوع في هامش الجزء الثاني من الإكليل:آل ذي رعين:حي عظيم وإقليم واسع، يشتمل على مخاليف ويقع من جنوب مدينة يريم وشرقيها وينتهي لمخلاف حجر وبدر(ناحية قعطبه) ومن زعماء ذي رعين الذي ادركنا عصره الشيخ طاهر بن الحسين الفرح والشيخ عبد الله ابن احمد صلاح الاكليل ص335/2 وحاليا الشيخ الحسين سعد حسين الحنش شيخ ومراغة وضمان مديرية الرضمة. 
فبلاد ذي رعين هي منطقة الذوائية تشمل مخلاف عمار، ومخلاف الشعر،الاكليل ص335/2 
ومخلاف خبان ويريم، ومخلاف العود، ومخلاف بعدان، وناحيتي دمت وقعطبه.فهي نواحي( المنطقة الوسطى )